# مبل موسکرا
مبل موسکرا (اسپانیایی: Mabel Mosquera‎؛ زادهٔ ۱ ژوئیه ۱۹۶۹) وزنه‌بردار زن اهل کلمبیا بود.
وی در مسابقات کشوری و بین‌المللی در مجموع برندهٔ ۱ مدال طلا، ۱ مدال برنز شده‌است.